# Freisinger Mitte
Die Freisinger Mitte (FSM) ist eine Freie Wählergemeinschaft in der bayerischen Stadt Freising, die 2011 aus früheren CSU-Stadträten der Stadt Freising hervorgegangen ist. Die Freisinger Mitte versteht sich als „offene Plattform für alle Bürgerinnen und Bürger“. Sie tritt nach eigenen Angaben für alle politischen, gesellschaftlichen, wirtschaftlichen und kulturellen Themen ein, die die Stadt Freising betreffen.

## Geschichte

### Gründung und erste Jahre
Am 1. September 2011 kehrten acht Stadträte der CSU ihrer Partei den Rücken. Die Fraktion Freisinger Mitte verfügte ab dem 13. September 2011 über neun Abgeordnete im Stadtrat von Freising, da sich auch die Grünen-Stadträtin Ricarda Schindler ihnen anschloss.
Gegründet wurde der Verein „Freisinger Mitte e. V.“ am 27. September 2011. Bis Januar 2013 war der Freisinger Historiker Florian Notter Vorsitzender der FSM, der zugleich Stadtrat für die FSM war. Er trat im März 2013 von seinem Amt als Stadtrat und als Vorsitzender der FSM zurück, um Leiter des Archivs der Stadt Freising zu werden.
Seit dem 1. Mai 2012 stellt die FSM mit Tobias Eschenbacher den Oberbürgermeister von Freising, nachdem er die Stichwahl gegen den Kandidaten der Grünen Sebastian Habermeyer am 25. März 2012 mit 56,9 % für sich entscheiden konnte.
Im März 2013 hatte der Verein der Freisinger Mitte 181 Mitglieder. Im März 2017 belief sich die Mitgliederzahl des Vereins auf 193.

### Kommunalwahlen 2014
Bei den Wahlen am 16. März 2014 zum Stadtrat eroberte die Freisinger Mitte elf Sitze.
Auf Landkreisebene schaffte die Freisinger Mitte bei ihrem ersten Antritt 9,8 Prozent der Stimmen und stellt somit seit der Legislaturperiode 2014 sieben Kreisrätinnen und Kreisräte.
Am 21. Dezember 2016 trat die stellvertretende Landrätin, Kreisrätin und Stadträtin Birgit Mooser-Niefanger bei den Grünen aus und bei der Freisinger Mitte bei.

### Kommunalwahlen 2020
Nach den Kommunalwahlen in Bayern 2020 ist die Freisinger Mitte mit 11 Stadträten im Stadtrat vertreten und stellt damit die größte Fraktion vor den Grünen. Ebenfalls wiedergewählt wurde Oberbürgermeister Tobias Eschenbacher. Im Kreistag stellt die Partei ab 2020 mit 7 Kreisräten. Bei der Wahl des Landrats erhielt Birgit Mooser-Niefanger mit 15,5 Prozent die viertmeisten Stimmen hinter den Kandidaten der CSU, Freien Wähler und der Grünen.